# 間橋健生
間橋 健生（まばし たけお、1971年〈昭和46年〉4月20日 - ）は、日本の元バスケットボール選手で現在は指導者。宮城県仙台市出身。役職はヘッドコーチ。B3リーグ・立川ダイス所属。

## 来歴
仙台市立仙台高等学校で全国大会を経験。ウインターカップでは当時行われていたダンクコンテストにも参加。
東北学院大学でもインカレ出場を経験。
卒業後、ボッシュブルーウィンズに入社し、選手として活躍。
引退後は母校である東北学院大学でアシスタントコーチを務める。
2005年よりbjリーグに参加する仙台89ERSの発足に当たり、アシスタントコーチに就任。
2008年はゼネラルマネージャー補佐を務め、2009年、中村彰久社長に代わりゼネラルマネージャーに就任。
2013年2月、シーズン途中で解任されたロバート・ピアスHCに代わってシーズン終了までHC代行を務めた。
2016-17シーズンはB1に参入した仙台のヘッドコーチを務めた。
2019-20シーズンにバンビシャス奈良のアシスタントコーチを務めた後、2020-21シーズンはヘッドコーチを務めた。
2021-22シーズンは愛媛オレンジバイキングスのヘッドコーチを務めた。
2021-22シーズンからは立川ダイスの初代ヘッドコーチを務めている。

## 代表歴
- 1989年アジアジュニア選手権[要出典]
- 1999年アジア選手権[要出典]